# حسون كوبي

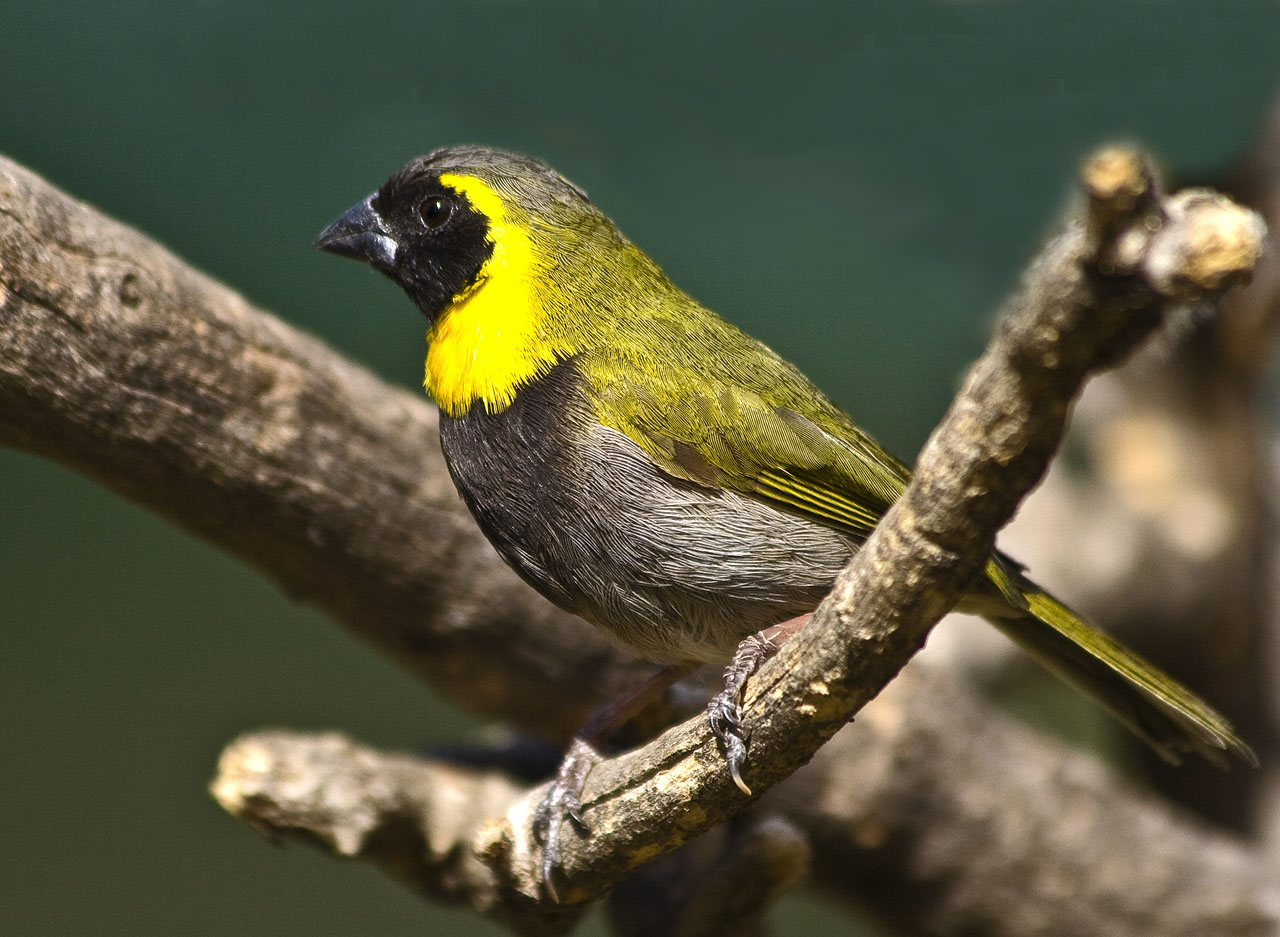

حسون كوبي (الاسم العلمي: Tiaris canorus) (بالإنجليزية: Cuban Grassquit)‏، هو طائر ينتمي إلى (فصيلة: Estrildidae).